# Elisabet Kozlova
Elisabet Vladimirovna Kozlova nascuda Puixkariova (Krasnoe Selo, Imperi rus, 19 d'agost de 1892 – Leningrad –Sant Peterburg–, Unió Soviètica, 10 de febrer de 1975) fou una ornitòloga russa que va treballar en l'avifauna asiàtica, des de Rússia fins a l'altiplà tibetà.

## Vida i carrera
Elisabet Kozlova a néixer en una família de metges de Krasnoe Selo, avui dia dins de Sant Petersburg. Va començar la seva activitat ornitològica amateur durant una visita a Tian Shan el 1913, i després, el 1918-19, al sud d'Ucraïna.
Entre 1923 i 1926 va participar com a ornitòloga professional en l'expedició organitzada per la Societat Geogràfica de Rússia i dirigida pel seu marit, Piotr Kozlov, a Mongòlia. Va poder estudiar ocells a diferents indrets, des dels boscos de l'Oest fins a les muntanyes Kentei, les estepes centrals, el desert de Gobi o la vall del llac Orog-Nur.
Va tornar a Mongòlia el 1929 i el 1930 per recollir i dur a terme més estudis sobre ocells, i la seva investigació va donar com a resultat la publicació el 1930 de Ocells del sud-oest de Transbaikalia, nord de Mongòlia i Gobi central, obra per la qual va ser guardonada amb la Medalla de Plata de la Societat Geogràfica. Els hiverns de 1934 i de 1937 va visitar, juntament amb l'ornitòleg A. Ya. Tugarinov, els estatges d'hivern dels ocells a les costes sud-oest de la mar Càspia, que donaren lloc a dues publicacions de gran interès.
Entre 1932 i 1975 va treballar al Departament d'Ornitologia de l'Institut Zoològic de l'Acadèmia Russa de Ciències de Sant Petersburg. Durant la Segona Guerra Mundial, l'institut es va traslladar a Duixanbe, Tadjikistan. Durant aquest període Kozlova va estudiar els ocells de muntanya, inclosa la biologia del Phasianus colchicus bianchii. Després de tornar a Leningrad el 1945, ja no va fer expedicions de camp. Després va escriure les monografies Avifauna de l'altiplà tibetà, les seves relacions genètiques i la seva història, el 1952, i Els ocells de les estepes zonals i els deserts de l'Àsia central , el 1975. També va publicar molts articles sobre taxonomia i filogènia aviària, a més d'escriure extenses seccions de Els ocells de l'URSS (1951–1953) i de la sèrie FFauna de l'URSS (1961-1962).
Fou membre de la British Ornithologists' Union.

## Vida personal
El 1910, als 18 anys, havia estat a Normandia, on va conèixer el coronel Piotr Kozlov, un conegut explorador 29 anys més gran que ella, i s'hi va casar el 1912.